# Ливан на зимних Олимпийских играх 2010
Ливан на зимних Олимпийских играх 2010 был представлен тремя спортсменами в горнолыжном спорте.

## Результаты соревнований

### Горнолыжный спорт
Мужчины
| Соревнование      | Спортсмены | 1 спуск | 2 спуск | Всего | Отставание | Место |
| ----------------- | ---------- | ------- | ------- | ----- | ---------- | ----- |
| Гигантский слалом | Гассан Аши | 1:27,19 | DNF     | —     | —          | —     |
| Слалом            | Гассан Аши | DNF     | —       | —     | —          | —     |

Женщины
| Соревнование      | Спортсмены    | 1 спуск | 2 спуск | Всего   | Отставание | Место |
| ----------------- | ------------- | ------- | ------- | ------- | ---------- | ----- |
| Супергигант       | Ширине Нджеим |         |         | 1:29,59 | +9,45      | 37    |
| Гигантский слалом | Ширине Нджеим | 1:23,28 | 1:18,33 | 2:41,61 | +14,50     | 43    |
| Слалом            | Ширине Нджеим | 58,97   | 59,23   | 1:58,20 | +15,31     | 43    |
| Слалом            | Жаки Шамун    | 1:09,41 | 1:08,62 | 2:18,03 | +35,14     | 54    |